# Jimmy Glazzard
James Glazzard, detto Jimmy (Normanton, 23 aprile 1923 – 2 agosto 1996), è stato un calciatore inglese, di ruolo attaccante.

## Carriera
Giocò per quasi tutta la carriera nell'Huddersfield Town. Fu capocannoniere della Firts Division inglese nel 1954 con 29 reti.